# Ninjago: Im Land der Drachen
Im Land der Drachen (Originaltitel Hunted) ist die neunte Staffel der computeranimierten Fernsehserie Ninjago: Meister des Spinjitzu (seit Staffel 11 nur Ninjago). Die Serie wurde von Michael Hegner und Tommy Andreasen entwickelt. Die neunte Staffel, die nach Garmadons Motorrad-Gang spielt, wurde vom 17. August 2018 bis zum 19. Oktober 2018 ausgestrahlt.
Die neunte Staffel ist eine direkte Fortsetzung von Garmadons Motorrad-Gang und stellt eine der 16 fiktiven Welten vor: Die erste Welt, auch bekannt unter dem Namen Das Land der Oni und Drachen. Die Handlung ist in zwei Teile aufgeteilt, die gleichzeitig stattfinden, wobei ein Handlungsteil die gestrandeten Ninja, Kai, Cole, Jay, Zane und Wu im Land der Oni und Drachen verfolgt und der andere sich auf Lloyd Garmadon, Nya und ihre Verbündeten konzentriert, die in Ninjago City nach der Übernahme durch Lord Garmadon (der jetzt den Titel "Herrscher" trägt) überleben müssen. In der Staffel gibt es zwei Hauptgegner: den Eisenbaron, Anführer einer Gruppe von Drachenjägern im Land der Oni und Drachen, der versucht, die gestrandeten Ninja gefangen zu nehmen, und Garmadon, der zusammen mit Garmadons Motorrad-Gang versucht, Lloyd und seine Verbündeten auszuschalten, damit sich niemand mehr seiner Herrschaft widersetzt. Im Land der Drachen zeigt auch, wie schnell Wu vom Kind zu seinem alten Selbst altert, so dass er in seine frühere Rolle als Mentor der Ninja zurückkehren kann. Die Staffel endet mit einem finalen Kampf zwischen Lloyd und Garmadon, in dem letzterer zwar besiegt wird, aber Lloyd vor einer neuen Bedrohung warnt, was zu einem Cliffhanger führt, der in der nächsten Staffel aufgelöst wird.

## Synchronisation (Hauptcharaktere)
| Rolle              | Englischer Sprecher                                                                 | Deutscher Sprecher                                                                                            |
| ------------------ | ----------------------------------------------------------------------------------- | --- |
| Lloyd Garmadon     | Sam Vincent                                                                         | Christian Zeiger                                                                                              |
| Kai                | Vincent Tong                                                                        | Wanja Gerick                                                                                                  |
| Jay                | Michael Adamthwaite                                                                 | Sebastian Kluckert                                                                                            |
| Zane               | Brent Miller                                                                        | Robin Kahnmeyer                                                                                               |
| Cole               | Kirby Morrow                                                                        | Dirk Stollberg                                                                                                |
| Nya                | Kelly Metzger                                                                       | Magdalena Turba                                                                                               |
| Meister Wu         | Madyx Whiteway (Als Kind, 9.01–9.05), Paul Dobson (Restliche Altersstufen & Folgen) | Jaro Haggège (Als Kind, 9.01–9.05), Marco Eßer (Als Teenager, 9.05–9.09), Reinhard Scheunemann (Normal, 9.10) |
| Herrscher Garmadon | Mark Oliver                                                                         | Klaus-Dieter Klebsch                                                                                          |
| Prinzessin Harumi  | Britt McKillip                                                                      | Rieke Werner                                                                                                  |
| Eisenbaron         | Brian Drummond                                                                      | Frank Ciazynski                                                                                               |

## Produktion

### Animation
Die Animation für die neunte Staffel wurde bei Wil Film ApS in Dänemark produziert.

### Leitung
Für die Episoden von Im Land der Drachen führten Michael Helmuth Hansen, Peter Hausner, und Trylle Vilstrup Regie.

## Erscheinung
Der erste Trailer für die Staffel wurde am 27. Mai 2018 auf dem LEGO YouTube-Kanal veröffentlicht. Die Online-Premiere erfolgte am 17. August 2018 auf Kividoo mit der Folge namens Gib niemals auf. Manche Folgen erschienen in den folgenden Tagen, manche erst zu ihren TV-Premieren. Die TV-Premiere von Gib niemals auf erfolgte am 10. Oktober 2018 auf Super RTL. Im gesamten wurde die Staffel zwischen dem 17. August 2018 und 19. Oktober 2018 veröffentlicht.

## Handlung
Da Herrscher Garmadon über Ninjago City herrscht, müssen sich Lloyd, Nya und ihre Verbündeten verstecken. Lloyd fühlt sich hilflos, da er sowohl seine Elementarkräfte als auch seine Freunde verloren hat, aber er findet Hoffnung, als Mistaké ihm erzählt, dass die Ninja überlebt haben. Lloyd, Nya und manch andere Elementarmeister aus Wettkampf der Elemente bilden einen Widerstand gegen Herrscher Garmadon. Der Widerstand schleicht sich in den Borg-Turm ein und Lloyd sendet eine Botschaft an die Menschen in Ninjago: Beschützer geben niemals auf! Garmadons Motorrad-Gang überfällt ihre geheime Basis, aber Lloyd, Nya, Skylor und Dareth entkommen.
Währenddessen müssen die anderen vier Ninja und Wu (der schnell zu einem Kind und später zu einem Teenager gealtert ist) im Land der Oni und Drachen überleben. Kai, Jay und Zane werden vom Eisenbaron und seiner Bande von Drachenjägern gefangen genommen und gezwungen, in der Drachengrube, einer Gladiatoren-Arena, gegen einen Drachen anzutreten. Cole und Wu planen die Flucht der Ninja und haben Erfolg, als die Erstfliegende, die Mutter aller Drachen, das Lager angreift. Während des Chaos befreit Kai die Drachen, die in Gefangenschaft gehalten werden. In der Wildnis treffen die Ninja auf eine bösartige Drachenjägerin namens Faith. Sie erzählt die Geschichte, wie der erste Spinjitzu-Meister eine Verbindung zur Erstfliegenden herstellte, indem er seine Drachenrüstung trug. Wu, Faith und die Ninja machen sich auf die Suche nach dem Nest der Erstfliegenden. Auf der Reise trainiert Faith die Ninja im Umgang mit Kettengewehren, um große Drachen zu erlegen.
In Ninjago City findet Lloyd heraus, dass Mistaké sich verwandeln kann, da sie ein Oni ist. Sie planen, Garmadons Motorrad-Gang auszuschalten und Harumi gefangen zu nehmen. Mistaké nimmt die Gestalt von Harumi an, um Skylor in die Nähe von Garmadon zu bringen, damit sie seine Kraft absorbieren kann. Harumi kommt leider genau zu dem Zeitpunkt am Borg-Turm an, als Mistaké sich für sie ausgibt. Mistaké enthüllt ihre wahre Oni-Form und kämpft gegen Garmadon. Während des Kampfes absorbiert Skylor die Kraft von Garmadon und entkommt, aber Mistaké wird umgebracht. Skylor versucht, Garmadons Steinriesen mit seiner Kraft zu kontrollieren, aber Garmadon wehrt sich zu stark, was Skylor so sehr schwaächt, dass sie in eine Art Koma verfällt. Der Steinriese fällt auf ein Gebäude, das zusammenbricht und Harumi in den Tod reißt, während Lloyd und Nya aus der Stadt fliehen.
In der ersten Welt werden die Ninja erneut gejagt und gefangen genommen, woraufhin Wu verspricht, den Eisenbaron zur Drachenrüstung zu führen. Als sie im Nest der Erstfliegenden ankommen, nimmt der Eisenbaron die Rüstung an sich, aber Wu enthüllt, dass es nicht die Rüstung war, die die Erstfliegende veranlasste, seinem Vater zu vertrauen, sondern die Güte in seinem Herzen. Firstbourne hüllt den Eisenbaron in geschmolzenes Gestein ein und ermöglicht es Wu, die Rüstung an sich zu nehmen. Mit der Hilfe von der Erstfliegenden können die Ninja und Wu auf den Drachen nach Ninjago zurückkehren.
Lloyd und die Ninja sind in Ninjago City wiedervereinigt und planen einen letzten Kampf mit Garmadon. Wu und Lloyd fliegen zum Borg-Turm auf der Erstfliegenden, um Garmadon zu bekämpfen. Währenddessen versuchen die Ninja, den Steinriesen mit ihren Kettengewehren zu Fall zu bringen, und können ihn mit Hilfe der Ninjago Bürger von Ninjago besiegen. Lloyd bekämpft seinen Vater auf der Spitze des Borg-Turms, merkt aber, dass der Kampf die Kräfte seines Vaters verstärkt, und lernt, ihm zu widerstehen, anstatt zurückzuschlagen. Daraufhin werden Garmadons Kräfte geschwächt und Lloyds Elementarkraft kehrt zurück. Ninjago ist endlich von Garmadons Herrschaft befreit, aber bevor Garmadon verhaftet wird, warnt er Lloyd vor einer kommenden Bedrohung, die er vorausgesehen hat: "die Bringer der Dunkelheit".

## Episoden
| Nr. (ges.) | Nr. (St.) | Deutscher Titel            | Originaltitel         | Regie                                  | Drehbuch                    | Premiere AUS/USA | Dt. Premiere D |
| ---------- | --------- | -------------------------- | --------------------- | -------------------------------------- | --------------------------- | ---------------- | -------------- |
| 85         | 1         | Gib niemals auf            | Firstbourne           | Peter Hausner                          | Dan Hageman & Kevin Hageman | 30. Juni 2018    | 10. Okt. 2018  |
| 86         | 2         | Bei den Drachenjägern      | Iron & Stone          | Michael Helmuth Hansen                 | Bragi Schut                 | 7. Juli 2018     | 11. Okt. 2018  |
| 87         | 3         | Drachen anlocken           | Radio Free Ninjago    | Jens Moller                            | Dan Hageman & Kevin Hageman | 14. Juli 2018    | 12. Okt. 2018  |
| 88         | 4         | Wie man einen Drachen baut | How to Build a Dragon | Trylle Vilstrup                        | Bragi Schut                 | 21. Juli 2018    | 13. Okt. 2018  |
| 89         | 5         | Vertrauen                  | The Gilded Path       | Michael Helmuth Hansen                 | Bragi Schut                 | 28. Juli 2018    | 14. Okt. 2018  |
| 90         | 6         | Das Oni-Land               | Two Lies, One Truth   | Jens Moller                            | Dan Hageman & Kevin Hageman | 4. Aug. 2018     | 15. Okt. 2018  |
| 91         | 7         | Die doppelte Harumi        | The Weakest Link      | Trylle Vilstrup                        | Dan Hageman & Kevin Hageman | 11. Aug. 2018    | 16. Okt. 2018  |
| 92         | 8         | Die Lügen des Eisenbarons  | Saving Faith          | Michael Helmuth Hansen & Peter Egeberg | Dan Hageman & Kevin Hageman | 18. Aug. 2018    | 17. Okt. 2018  |
| 93         | 9         | Das Drachennest            | Lessons for a Master  | Jens Moller                            | Bragi Schut                 | 25. Aug. 2018    | 18. Okt. 2018  |
| 94         | 10        | Lloyds Kraft               | Green Destiny         | Peter Hausner                          | Dan Hageman & Kevin Hageman | 25. Aug. 2018    | 19. Okt. 2018  |

## Kritik
Die Rezensentin Melissa Camacho von Common Sense Media bewertete Im Land der Drachen mit 3 von 5 Sternen und merkte an, dass die Staffel "die traditionellen Themen der Serie wie Teamwork, Aufopferung und Loyalität aufgreift, aber auch die Notwendigkeit, eine lebende Spezies vor Schaden zu bewahren, und den Verlust eines geliebten Menschen thematisiert". Die Rezensentin kommentierte außerdem: "Die neueste Folge des Franchise hat alle mythischen Geschichten, Actionsequenzen und bösen Charaktere, die für eine unterhaltsame Action-Serie notwendig sind."